# إليزابيث بي بنسون
إليزابيث بي بنسون (بالإنجليزية: Elizabeth P. Benson)‏ هي مؤرخة الفن ومؤرخة أمريكية، ولدت في 13 مايو 1924.